# فتنة (عدد كمي)
الفتنة (بالإنجليزية: Charm)‏ هو عدد كمي نكهي (رمزه {\displaystyle C}) يمثل الفارق بين عدد كواركات الفاتن (
c
) وكواركات الفاتن الضديدة (
c
) الموجودة في الجسيمات:
{\displaystyle C=n_{\mathrm {c} }-n_{\mathrm {\bar {c}} }~.\ }
حيث يمثل {\displaystyle n_{\mathrm {c} }} عدد كواركات الفاتن (
c
) ويمثل {\displaystyle n_{\bar {\mathrm {c} }}} عدد ضديد كواركات الفاتن (
c
). ذلك أنه إتُفِق على أن تكون علامة أعداد كم النكهة نفس علامة الشحنة الكهربائية التي يحملها كوارك النكهة الموافق. بالتالي فإن كوارك الفاتن الذي يحمل شحنة كهربائية {\displaystyle Q=+{\frac {2}{3}}}، يحمل لذلك عدد كم الفاتن {\displaystyle C=+1}. كما أن الكوارك الفاتن الضديد لديه شحنة معاكسة{\displaystyle Q=-{\frac {2}{3}}}، وبالتالي فإن عدد كم نكهته هو {\displaystyle C=-1}.

## انحفاظ الفتنة
كما هو الحال مع أعداد الكم المتعلقة بالنكهة، تنحفظ الفتنة في التآثر القوي والتآثر الكهرومغناطيسي، ولكن ليس عند التأثر الضعيف (انظر مصفوفة CKM). ففي الإضمحلال الضعيف من الرتبة الأولى، وهي التفاعلات التي تنطوي على إضمحلال كوارك واحد فقط، يمكن للفتنة أن تتغير بدرجة واحدة فقط ({\displaystyle \Delta C=\pm 1,0}). وبما أن التفاعلات من الرتبة الأولى هي أكثر شيوعا من تفاعلات الرتبة الثانية (التي تشمل إضمحلال كواركين إثنين)، فإنه يمكن أن يستخدم بمثابة «قاعدة إنتقاء» تقريبية للإضمحلال الضعيف.

## وصلات خارجية
- Lessons in Particle Physics Luis Anchordoqui and Francis Halzen, University of Wisconsin, 18th Dec. 2009